# Équipe militaire de handball du bataillon de Joinville
L'équipe militaire de handball du bataillon de Joinville est l'équipe de handball du bataillon de Joinville, ancienne unité militaire de l’armée française. Elle est d'abord basée à Paris dans le 12e arrondissement, puis, de 1967 à la dissolution en 2002, à Joinville-le-Pont. Formée d’appelés sportifs de haut niveau, elle est notamment championne de France en 1961.
Elle a compté dans ses rangs plusieurs grands joueurs français qui y ont effectué leur service national, tels Jean Férignac, Michel Paolini ou encore Jackson Richardson qui a quitté à cette occasion sa Réunion natale.

## Palmarès

### En tant que club
- Championnat de France (1) : 1961[2]
- Championnat de France de deuxième division (1) : 1960[3]
- Championnat de France Honneur (troisième division) : Finaliste en 1959[4]

Le club a ainsi participé à la Coupe des clubs champions lors de la saison 1961-1962 : vainqueur 19 à 9 des Espagnols du BM Granollers, l'équipe est ensuite battue en quart de finale 8-11 par le club ouest-allemand du Frisch Auf Göppingen, tenant du titre et futur vainqueur de la compétition.

### En tant qu'équipe nationale
Le bataillon de Joinville a représenté la France aux Championnats du monde militaire, remportant notamment le bronze en 1982 et l'argent en 1984.
Indépendamment, des joueurs incorporés au bataillon ont pu être sélectionnés en équipe de France, comme lors du Championnat du monde 1958.

## Personnalités liées au club
- Philippe Carrara : joueur de 1982 à 1983
- Jean Férignac : gardien de but, champion de France en 1961
- Serge Gelé : joueur de 1981 à 1982
- Christophe Kempé : joueur de 1994 à 1995
- Jean-Pierre Lacoux : joueur et entraîneur dans les années 1950-1960
- Serge Mandin : entraîneur fédéral dans les années 1970[6]
- Jean-Paul Martinet : joueur incorporé en 1973[6]
- Sylvain Nouet : entraineur de 1989 à 2000
- Serge Pons : joueur dans les années 1950
- Jackson Richardson : joueur de 1988 à 1989